# Beauprea balansae
Beauprea balansae là một loài thực vật có hoa trong họ Quắn hoa. Loài này được Brongn. & Gris miêu tả khoa học đầu tiên năm 1871.